# 国际列宁学校
国际列宁学校（俄语：Международная ленинская школа）是一所在1926年到1938年间，由共产国际在苏联莫斯科经办的官方培训学校。国际列宁学校教授学术课程和地下政治活动技巧，以培养各国共产党干部。学校建立之初由共产国际主席布哈林担任院长，在被联共（布）整肃后，由季米特洛夫兼任院长，基萨诺娃担任副院长并主持工作。

## 校友
- 瓦迪斯瓦夫·哥穆尔卡
- 埃里希·梅尔克
- 约瑟普·布罗兹·铁托
- 瓦尔特·乌布利希
- 安东·于哥夫
- 埃里希·昂纳克
- 蔣經國

## 外部連結
- Catalogue of Harry Wicks' ILS study notes, held at the Modern Records Centre, University of Warwick